# 夜は猫といっしょ
『夜は猫といっしょ』（よるはねこといっしょ）はキュルZによる漫画作品。前身となる作品に、作者が2014年頃からpixivの姉妹サイトdrawrに投稿していた日記的なイラストが存在する。その後、作者のX（旧：Twitter）アカウント、及びブログサイトの『ねこナビ』で2019年頃より連載され、好評を得てKADOKAWAより書籍化。2025年1月時点で累計75万部を突破している。2022年よりアニメ化されている。

## 概要
作者であるキュルZが、愛猫と過ごす日々の体験を基に描く猫創作マンガ。
妹のピーちゃんがマンチカンのキュルガを連れて引っ越してきたことで、いきなり猫と暮らすことになった猫飼い初心者・フータの日常を通し、猫の不思議な生態や一緒に暮らすことの面白さ、楽しさを伝えている。
『ねこナビ』では「ずっとネコ初心者」のタイトルで連載されている。

## 登場人物
声の項はテレビアニメ版の声優。
キュルガ
声 - 高垣彩陽
雄。マンチカンだが足は長い。鯖柄で、おしりのような形の口がチャームポイント。名前の由来は頭の模様がQR画像として認識されたため（読み取りはできなかった）。鶏肉が好物で、ピーちゃんがささみを調理するとおねだりをする、フータがフライドチキンを食べて帰ると匂いをしつこく嗅ぐなどの描写がある。
モデルは作者の愛猫キュルガ。アニメ版では鳴き声はもちろん、鼻息や作中で「ブロロロろ…」などと表現される「のど鳴り音」まで、すべて高垣の演技のみで表現している。
フータくん
声 - 日野聡
社会人の青年。一軒家で一人暮らしをしていたが、妹のピーちゃんがキュルガを連れて引っ越してきたため、2人と1匹で生活することになった。これまでに猫が身近にいたことがなく、キュルガの可愛らしさに感心しつつ、その不思議な生態や行動に日々驚かされている。実家ではププという名の犬をかわいがっていた。
ピーちゃん
声 - 種﨑敦美
フータの妹で高校生。進学を機にフータの家に引っ越してきた。キュルガが大好きで積極的に構おうとする。当初はキュルガからは抱っこしていると噛まれるなど嫌われ気味だったが、その後は食べ物をねだられたり、フータの旅行中には同じベッドで眠ったりとすっかり仲良くなっている。
ピーちゃんの友達
コミックス3巻より登場。アニメでは2期のエンディングテーマ中に、ピーちゃんと一緒に学校でお弁当を食べる様子が描かれている。お客様として何度かフータ家を訪れているが、キュルガの警戒心が強く、再会まで日数を置いてしまうこともあってまだ仲良くなれていない。
ミヤマセンパイ
声 - 江口拓也
コミックス5巻より登場。フータが務める職場の先輩。三毛猫のチクワと黒猫のコンブを飼っている。フータと電話で仕事のやり取りをした際、それぞれの猫に邪魔をされるが、互いにそれが相手の猫の仕業だとは思わず、後日通話アプリのアイコンでようやく気付いた。パワフルな愛猫たちのせいで生傷が絶えない。
チクワ
声 - 悠木碧
コミックス5巻より登場。ミヤマセンパイが飼っている三毛猫。人懐っこくやんちゃな性格で、お客さんが好き。センパイがキッチンで作業をしていると、爪を立てて肩に飛び乗る癖がある。
コンブ
声 - 悠木碧
コミックス5巻より登場。ミヤマセンパイが飼っている黒猫。チクワ同様人懐っこいが、おっとりした性格でお客さんに対しても少し恥ずかしがり屋。爪切りのために抱えられるとひっかいて抵抗する。

## 書誌情報
- キュルZ 『夜は猫といっしょ』 KADOKAWA、既刊7巻（2025年1月22日現在）
  1. 2020年10月29日発売[12]、ISBN 978-4-04-064851-4
  2. 2021年5月27日発売[13]、ISBN 978-4-04-680431-0
  3. 2022年4月28日発売[14]、ISBN 978-4-04-681169-1
  4. 2022年10月27日発売[15]、ISBN 978-4-04-681722-8
  5. 2023年7月27日発売[16]、ISBN 978-4-04-682342-7
  6. 2024年5月22日発売[17]、ISBN 978-4-04-683613-7
  7. 2025年1月22日発売[2][18]、ISBN 978-4-04-683985-5 / ISBN 978-4-04-683986-2（キュルガフィギュア付き特装版）
- 『夜は猫といっしょ おすわりキュルガポーチ BOOK』 宝島社、2023年7月31日発売[19]、ISBN 978-4-299-04165-4

## アニメ
2022年8月から9月までTOKYO MXほかにて放送。10月以降はYouTubeのみでの公開となり、2023年1月まで配信された。
シーズン2は2023年3月8日より配信を開始し、11月15日まで更新された。2023年9月6日にはNetflixのアニメ番組『GAMERA -Rebirth-』とのコラボレートとして「大怪獣ガメニャ襲来」が配信された。
シーズン3は2024年12月4日より配信される。

### スタッフ
- 原作 - キュルZ[5]
- 監督・脚本・演出 - 芦名みのる[5]
- キャラクターデザイン・作画監督・美術監督・美術設定 - たけはらみのる[5]
- 動画コンテ - 芦名みのる、たけはらみのる、ぽんで（第3期）
- 音響監督 - 郷文裕貴[5]
- 音響制作 - ビットグルーヴプロモーション[5]
- 音楽 - うたたね歌菜[5]
- 音楽ディレクター - 竹山沙織（第1期・第2期）、水島智栄子（第3期）
- 音楽プロデューサー - 若林豪
- 企画・プロデューサー - 田中翔
- アニメーション制作 - スタジオぷYUKAI[5]
- 音楽制作・製作 - KADOKAWA[5]

### 主題歌
いずれも歌唱は伊東歌詞太郎。
「ひなたの国」
Season1主題歌。
作詞・作曲は伊東歌詞太郎、編曲は河野圭。
「猫猫日和」
Season2主題歌。
作詞・作曲は伊東歌詞太郎、編曲は河野圭。
「愛さずにはいられない」
Season3主題歌。
作詞は藤村鼓乃美、作曲・編曲は本多友紀。

### 各話リスト
| 話数   | サブタイトル               | 配信日        | 総集編配信日   | 放送日        | 備考/原作     |
| ------ | -------------------------- | ------------- | -------------- | ------------- | ------------- |
| 第1夜  | ネコが家に来た日           | 2022年 8月3日 | 2022年 10月5日 | 2022年 8月4日 | 第1巻冒頭より |
| 第2夜  | 帰宅後のあまえ方がはげしい | 8月10日       | 2022年 10月5日 | 2022年 8月4日 | 原作          |
| 第3夜  | 物を落としたいネコ         | 8月10日       | 2022年 10月5日 | 8月11日       | 原作          |
| 第4夜  | ネコのグルーミングは痛い   | 8月17日       | 2022年 10月5日 | 8月11日       | 原作          |
| 第5夜  | ネコの耳にビンタされる     | 8月17日       | 2022年 10月5日 | 8月18日       | 原作          |
| 第6夜  | 焼き魚観察しにくるネコ     | 8月24日       | 2022年 10月5日 | 8月18日       | 原作          |
| 第7夜  | ネコの写真うまく撮れない   | 8月24日       | 2022年 10月5日 | 8月25日       | 原作          |
| 第8夜  | ネコの動画うまく撮れない   | 8月31日       | 2022年 10月5日 | 8月25日       | 原作          |
| 第9夜  | うまく持ち上げられない     | 8月31日       | 2022年 10月5日 | 9月1日        | 原作          |
| 第10夜 | ネコのずつき攻撃           | 9月7日        | 2022年 10月5日 | 9月1日        | 原作          |
| 第11夜 | やさしいネコパンチ         | 9月7日        | 12月31日       | 9月8日        | 原作          |
| 第12夜 | かまってほしいネコ         | 9月14日       | 12月31日       | 9月8日        | 原作          |
| 第13夜 | ネコの耳裏返しがち         | 9月14日       | 12月31日       | 9月15日       | 原作          |
| 第14夜 | ネコに乗せたくなる         | 9月21日       | 12月31日       | 9月15日       | 原作          |
| 第15夜 | ネコとだるまさんが転んだ   | 9月21日       | 12月31日       | 9月22日       | 原作          |
| 第16夜 | 感動シーンに寄ってくるネコ | 9月28日       | 12月31日       | 9月22日       | 原作          |

| 話数   | サブタイトル                   | 配信日        | 総集編配信日    | 備考/原作                             |
| ------ | ------------------------------ | ------------- | --------------- | ------------------------------------- |
| 第17夜 | ネコは頭が通れば通り抜けられる | 10月12日      | 2022年 12月31日 | 原作                                  |
| 第18夜 | どいてくれないネコ             | 10月19日      | 2022年 12月31日 | 原作                                  |
| 第19夜 | ネコが足に乗りに来た           | 10月26日      | 2022年 12月31日 | 原作                                  |
| 第20夜 | 抜け毛の時期のネコ             | 11月2日       | 2022年 12月31日 | 原作(前半部分)                        |
| 第21夜 | ネコが噛んできた               | 11月9日       | 2023年 2月22日  | 原作                                  |
| 第22夜 | ネコにびっくりする             | 11月16日      | 2023年 2月22日  | 原作                                  |
| 第23夜 | ソファーの下を覗くネコ         | 11月23日      | 2023年 2月22日  | 原作                                  |
| 第24夜 | 人差し指を嗅がずにいられない   | 11月30日      | 2023年 2月22日  | 原作                                  |
| 第25夜 | ネコに振り向いてほしい         | 12月7日       | 2023年 2月22日  | 原作                                  |
| 第26夜 | ふくらんだしっぽが気になる     | 12月14日      | 2023年 2月22日  | 原作                                  |
| 第27夜 | 映画鑑賞をジャマするネコ       | 12月21日      | 2023年 2月22日  | 原作                                  |
| 第28夜 | となりに座るネコ               | 12月28日      | 2023年 2月22日  | 原作                                  |
| 第29夜 | おでかけする妹とネコ           | 2023年 1月4日 | 2023年 2月22日  | 原作(前半部分のみ第1巻書き下ろしより) |
| 第30夜 | 何かを見つめるネコ             | 1月11日       | 2023年 2月22日  | 原作                                  |

| 話数   | サブタイトル                         | 配信日   | 総集編配信日   | 備考/原作           |
| ------ | ------------------------------------ | -------- | -------------- | ------------------- |
| 第31夜 | 教えてない言葉しかしゃべらない       | 3月8日   | 2023年 5月17日 | 原作                |
| 第32夜 | 瞳孔MAX                              | 3月15日  | 2023年 5月17日 | 原作                |
| 第33夜 | 寝てたネコ                           | 3月22日  | 2023年 5月17日 | 原作                |
| 第34夜 | キーボードの上のネコ                 | 3月29日  | 2023年 5月17日 | 原作                |
| 第35夜 | 寝てるネコにちょっかいを出したくなる | 4月5日   | 2023年 5月17日 | 原作                |
| 第36夜 | バッグに入るネコ                     | 4月12日  | 2023年 5月17日 | 原作                |
| 第37夜 | ジャマしたいネコ                     | 4月19日  | 2023年 5月17日 | 原作                |
| 第38夜 | いつの間にかとなりで寝てたネコ       | 4月26日  | 2023年 5月17日 | 原作                |
| 第39夜 | 新しいネコじゃらし                   | 5月3日   | 2023年 5月17日 | 原作                |
| 第40夜 | ネコのジャマを阻止したい             | 5月10日  | 2023年 5月17日 | 原作                |
| 第41夜 | 取りに行ったり来させたり             | 5月31日  | 8月23日        | 原作                |
| 第42夜 | 不意にネコを触ると                   | 6月7日   | 8月23日        | 原作                |
| 第43夜 | キュルガと休憩                       | 6月14日  | 8月23日        | 第2巻書き下ろしより |
| 第44夜 | 不思議な所でくつろぐネコ             | 6月21日  | 8月23日        | 原作                |
| 第45夜 | 見るたびに顔が違うネコ               | 6月28日  | 8月23日        | 原作                |
| 第46夜 | しっぽを真っ直ぐにしたい             | 7月5日   | 8月23日        | 原作                |
| 第47話 | 爆睡するネコ                         | 7月12日  | 8月23日        | 原作                |
| 第48夜 | かまわずにはいられなかった           | 7月19日  | 8月23日        | 原作                |
| 第49夜 | ネコのおでこの毛                     | 7月26日  | 8月23日        | 原作                |
| 第50夜 | 座り直すネコ                         | 8月2日   | 8月23日        | 原作                |
| 第51夜 | グイグイくるネコ                     | 9月13日  | 2024年 2月22日 | 原作                |
| 第52夜 | 腹の上に乗るネコ                     | 9月20日  | 2024年 2月22日 | 原作                |
| 第53夜 | 器用におじゃま                       | 9月27日  | 2024年 2月22日 | 原作                |
| 第54夜 | 紙袋を見るとつい                     | 10月4日  | 2024年 2月22日 | 原作                |
| 第55夜 | 捕まえたかったらしい                 | 10月11日 | 2024年 2月22日 | 原作                |
| 第56夜 | 手をぽんぽんしてほしい               | 10月18日 | 2024年 2月22日 | 原作                |
| 第57夜 | アゴにグルーミング                   | 10月25日 | 2024年 2月22日 | 原作                |
| 第58夜 | ネコがどこにも見当たらない           | 11月1日  | 2024年 2月22日 | 原作                |
| 第59夜 | 前足の位置にちょっと悩むネコ         | 11月8日  | 2024年 2月22日 | 原作                |
| 第60夜 | シーツを敷くとやってくる             | 11月15日 | 2024年 2月22日 | 原作                |

| 話数   | サブタイトル                   | 配信日         | 総集編配信日        | 備考/原作                                          |
| ------ | ------------------------------ | -------------- | ------------------- | -------------------------------------------------- |
| 第61夜 | 電話越しのネコ                 | 2024年 12月4日 | 2025年 5月3日       | 第5巻書き下ろしより/原作(フータくん側での一部始終) |
| 第62夜 | 電話の向こうのネコ             | 12月11日       | 2025年 5月3日       | 第5巻書き下ろしより/原作(フータくん側での一部始終) |
| 第63夜 | 鼻息で起こすネコ               | 12月18日       | 2025年 5月3日       | 原作                                               |
| 第64夜 | マウス操作が気になるネコ       | 12月25日       | 2025年 5月3日       | 原作                                               |
| 第65夜 | ツメ切りを終わらせるネコ       | 2025年 1月1日  | 2025年 5月3日       | 原作                                               |
| 第66夜 | 歯を見せてもらう               | 1月8日         | 2025年 5月3日       | 原作                                               |
| 第67夜 | ネコの気配察知                 | 1月15日        | 2025年 5月3日       | 原作                                               |
| 第68夜 | ついでにストレッチしていくネコ | 1月22日        | 2025年 5月3日       | 原作                                               |
| 第69夜 | しっぽで返事                   | 1月29日        | 2025年 5月3日       | 原作                                               |
| 第70夜 | のぼれちゃったネコ             | 2月5日         | 2025年 5月3日       | 原作                                               |
| 第71夜 | 貸す                           | 2月12日        | 6月28日             | 第5巻書き下ろしより                                |
| 第72夜 | 借りる                         | 2月19日        | 6月28日             | 第5巻書き下ろしより                                |
| 第73夜 | はさまりそうなネコ             | 2月26日        | 6月28日             | 原作                                               |
| 第74夜 | いつもと違うネコじゃらし       | 3月5日         | 6月28日             | 原作                                               |
| 第75夜 | すごい寝相                     | 3月12日        | 6月28日             | 原作                                               |
| 第76夜 | キュルちゃんとおしゃべり       | 3月19日        | 6月28日             | 第5巻書き下ろしより                                |
| 第77夜 | キュルちゃんとのおしゃべり     | 3月26日        | 6月28日             | 第5巻書き下ろしより                                |
| 第78夜 | 取り調べしたいネコ             | 4月2日         | 6月28日             | 原作                                               |
| 第79夜 | 音の正体                       | 4月9日         | 6月28日             | 原作                                               |
| 第80夜 | 開けてほしいネコ               | 4月16日        | 6月28日             | 原作                                               |
| 第81夜 | 大きなダンボール               | 4月23日        |                     | 原作                                               |
| 第82夜 | 後ろに倒れる耳                 | 4月30日        | 原作                |                                                    |
| 第83夜 | 判明の瞬間                     | 5月7日         | 第5巻書き下ろしより |                                                    |
| 第84夜 | 遊ぶ気分じゃないらしい         | 5月14日        | 原作                |                                                    |
| 第85夜 | 足元でアピールするネコ         | 5月21日        | 原作                |                                                    |
| 第86夜 | しっぽがふくらむ瞬間           | 5月28日        | 原作                |                                                    |
| 第87夜 | 眠いうちにツメ切り             | 6月4日         | 原作                |                                                    |
| 第88夜 | さりげなく写りたい             | 6月11日        | 原作                |                                                    |
| 第89夜 | いそうでいなそうでいる         | 6月18日        | 原作                |                                                    |
| 第90夜 | ネコと箱を奪い合う             | 6月25日        | 原作                |                                                    |
| 第91夜 | 気づかれてしまったネコ         | 7月2日         |                     | 原作                                               |
| 第92夜 | 箱の中のネコの様子             | 7月9日         | 原作                |                                                    |
| 第93夜 | カーペットの下                 | 7月16日        | 原作                |                                                    |
| 第94夜 | 遠くの方であまえるネコ         | 7月23日        | 原作                |                                                    |
| 第95夜 | ネコが起こしに来た             | 7月30日        | 原作                |                                                    |
| 第96夜 | いれかわるおもちゃ             | 8月6日         | 原作                |                                                    |
| 第97夜 | いたずら書き                   | 8月13日        | 原作                |                                                    |
| 第98夜 | ジャマしにきたネコ             | 8月20日        | 原作                |                                                    |

### 放送局
| 放送期間                                       | 放送時間                     | 放送局   | 対象地域 | 備考                      |
| ---------------------------------------------- | ---------------------------- | -------- | -------- | ------------------------- |
| 2022年8月4日 - 9月22日                         | 木曜 1:00 - 1:05（水曜深夜） | TOKYO MX | 東京都   |                           |
|                                                | 木曜 22:05 - 22:10           | AT-X     | 日本全域 | CS放送 / リピート放送あり |
| 2話ずつ放送。9月29日にはセレクション話を放送。 |                              |          |          |                           |

インターネットでは2022年8月3日よりYouTubeの公式チャンネルで1話ずつ配信される予定だったが、第1話配信後、反響の大きさから2話ずつの配信に変更された。10月12日配信の17話以降は、再び1話ずつの公開になる。